# خوسيه فرنانديز (لاعب كرة قاعدة كوبي)
خوسيه فرنانديز هو لاعب كرة قاعدة كوبي، ولد في 31 يوليو 1992 في بينار ديل ريو في كوبا، وتوفي في 25 سبتمبر 2016 في ميامي بيتش في الولايات المتحدة بسبب غرق.

## وصلات خارجية
- خوسيه فرنانديز على موقع دوري كرة القاعدة الرئيسي (الإنجليزية)
- خوسيه فرنانديز على موقعبيزبول رفرنس.كوم (الدوري الرئيسي) (الإنجليزية)
- خوسيه فرنانديز على موقعبيزبول رفرنس.كوم (الدوري الثانوي) (الإنجليزية)
- خوسيه فرنانديز على موقع إي إس بي إن.كوم (أم.أل.بي) (الإنجليزية)
- خوسيه فرنانديز على موقع مشجعي الرسوم البيانية (الإنجليزية)